# Football Association of Ireland
Football Association of Ireland (irl. Cumann Peile na hÉireann) – ogólnokrajowy związek sportowy działający na terenie Irlandii, będący jedynym prawnym reprezentantem irlandzkiej piłki nożnej, zarówno mężczyzn, jak i kobiet, we wszystkich kategoriach wiekowych w kraju i za granicą. Został założony w 1921 roku; w 1923 roku przystąpił do FIFA; w 1958 do UEFA.